# Стюарт, Рэй (спринтер)
Рэймонд Дуглас «Рэй» Стюарт (англ. Raymond Douglas «Ray» Stewart; род. 18 марта 1965) — ямайский легкоатлет, спринтер. Серебряный призёр летних Олимпийских игр.

## Биография
Стюарт учился в средней школе Кампердауна, и его тренировал Глен Миллс. После окончания Кампердауна Стюарт поступил в Техасский христианский университет в Форт-Уэрте, штат Техас.